# رولاند أسيلين
رولاند أسيلين هو مبارز بالسيف كندي، ولد في 18 مايو 1917، وتوفي في 7 ديسمبر 2003 في نيويورك في الولايات المتحدة.

## وصلات خارجية
- رولاند أسيلين على موقع أوليمبيديا (الإنجليزية)
- رولاند أسيلين على موقع اللجنة الأولمبية الكندية (الإنجليزية)